# Flash Back 1979-1986
Flash Back 1979-1986 kompilacijski je album s najvećim uspješnicama sastava Aerodrom, kojeg 1996. godine objavljuje diskografska kuća Croatia Records.

## Popis pjesama
| Br. | Skladba                   | Autor          | Trajanje |
| --- | ------------------------- | -------------- | -------- |
| 1.  | »Vatra je na nebu«        | Jurica Pađen   | 2:55     |
| 2.  | »Stavi pravu stvar«       | Jurica Pađen   | 3:33     |
| 3.  | »Tvoje lice«              | Jurica Pađen   | 4:04     |
| 4.  | »Kad misli mi vrludaju«   | Jurica Pađen   | 3:07     |
| 5.  | »Ljubav nije knjiga«      | Jurica Pađen   | 3:42     |
| 6.  | »Laž«                     | Jurica Pađen   | 4:05     |
| 7.  | »Dobro se zabavljaj«      | Remo Cartagine | 2:57     |
| 8.  | »Fratello«                | Jurica Pađen   | 2:09     |
| 9.  | »Obična ljubavna pjesma«  | Jurica Pađen   | 5:09     |
| 10. | »24 sata dnevno«          | Jurica Pađen   | 4:14     |
| 11. | »Kvari sve«               | Jurica Pađen   | 2:51     |
| 12. | »Digni me visoko (uživo)« | Jurica Pađen   |          |
| 13. | »Stranac«                 | Jurica Pađen   | 3:04     |
| 14. | »Metar vina«              | Jurica Pađen   | 2:55     |
| 15. | »Pozdrav s Bardo Ravni«   | Jurica Pađen   | 4:57     |

## Izvođači
- Jurica Pađen - gitare, vokali
- Tomislav Šojat - gitare
- Slavko Pintarić - Pišta - bubnjevi
- Zlatan Živković - klavijature

## Vanjske poveznice
- Službeni Instagram profil sastava
- Službeni Facebook profil sastava
- Službeni Youtube kanal sastava